# Brookville (Ohio)
Brookville és una població dels Estats Units a l'estat d'Ohio. Segons el cens del 2000 tenia 5.289 habitants.

## Demografia
Segons el cens del 2000, Brookville tenia 5.289 habitants, 2.204 habitatges, i 1.463 famílies. La densitat de població era de 606 habitants per km².
Dels 2.204 habitatges en un 29,4% hi vivien nens de menys de 18 anys, en un 52,9% hi vivien parelles casades, en un 10,1% dones solteres, i en un 33,6% no eren unitats familiars. En el 30,4% dels habitatges hi vivien persones soles el 15,6% de les quals corresponia a persones de 65 anys o més que vivien soles. El nombre mitjà de persones vivint en cada habitatge era de 2,32 i el nombre mitjà de persones que vivien en cada família era de 2,87.
Per edats la població es repartia de la següent manera: un 23,3% tenia menys de 18 anys, un 7,1% entre 18 i 24, un 27,1% entre 25 i 44, un 21,9% de 45 a 60 i un 20,5% 65 anys o més.
L'edat mediana era de 40 anys. Per cada 100 dones de 18 o més anys hi havia 80,6 homes.
La renda mediana per habitatge era de 39.583 $ i la renda mediana per família de 48.068 $. Els homes tenien una renda mediana de 35.938 $ mentre que les dones 24.688 $. La renda per capita de la població era de 20.124 $. Aproximadament el 3,3% de les famílies i el 5,3% de la població estaven per davall del llindar de pobresa.

## Poblacions més properes
El següent diagrama mostra les poblacions més properes.